# 田群
田群（?—?），又名田早，平州卢龙縣人，唐朝官员，田弘正的儿子，田布的弟弟。
太和八年（834年），田群为少府少监，充当入吐蕃使，历任棣州刺史、安南都护。会昌年间，担任蔡州刺史，贪污获死罪，兄田肇听说後，不吃而亡。宰相李德裕上奏：“汉朝河间人尹次、颍川人史玉因为杀人当死，尹次之兄尹初、史玉之母浑到官府请代，都自缢而死，当时都赦其死罪。”于是唐武宗下诏田群减死一等。